# Л’Иль-Бузон
Л’Иль-Бузо́н (фр. L'Isle-Bouzon) — коммуна во Франции, находится в регионе Юг — Пиренеи. Департамент — Жер. Входит в состав кантона Сен-Клар. Округ коммуны — Кондом.
Код INSEE коммуны — 32158.

## География
Коммуна расположена приблизительно в 570 км к югу от Парижа, в 70 км северо-западнее Тулузы, в 34 км к северу от Оша.
По территории коммуны протекают реки Арратс и Ору.

## Климат
Климат умеренно-океанический. Лето жаркое и немного дождливое, температура часто превышает 35 °С. Зимой часто бывает отрицательная температура и ночные заморозки. Годовое количество осадков — 700—900 мм.

## Население
Население коммуны на 2010 год составляло 243 человека.
| 1962 | 1968 | 1975 | 1982 | 1990 | 1999 | 2010 |
| ---- | ---- | ---- | ---- | ---- | ---- | ---- |
| 338  | 297  | 282  | 240  | 230  | 249  | 243  |

## Администрация
| Период | Период | Фамилия | Партия | Примечания |
| ------ | ------ | ------- | ------ | ---------- |
| 2001   | 2020   | Ив Боск |        |            |

## Экономика
В 2010 году среди 142 человек трудоспособного возраста (15-64 лет) 114 были экономически активными, 28 — неактивными (показатель активности — 80,3 %, в 1999 году было 58,5 %). Из 114 активных жителей работали 110 человек (56 мужчин и 54 женщины), безработных было 4 (1 мужчина и 3 женщины). Среди 28 неактивных 11 человек были учениками или студентами, 14 — пенсионерами, 3 были неактивными по другим причинам.

## Достопримечательности
- Замок XII века. Исторический памятник с 1951 года[4]
- Замок XIII века. Исторический памятник с 1995 года[5]

## Фотогалерея

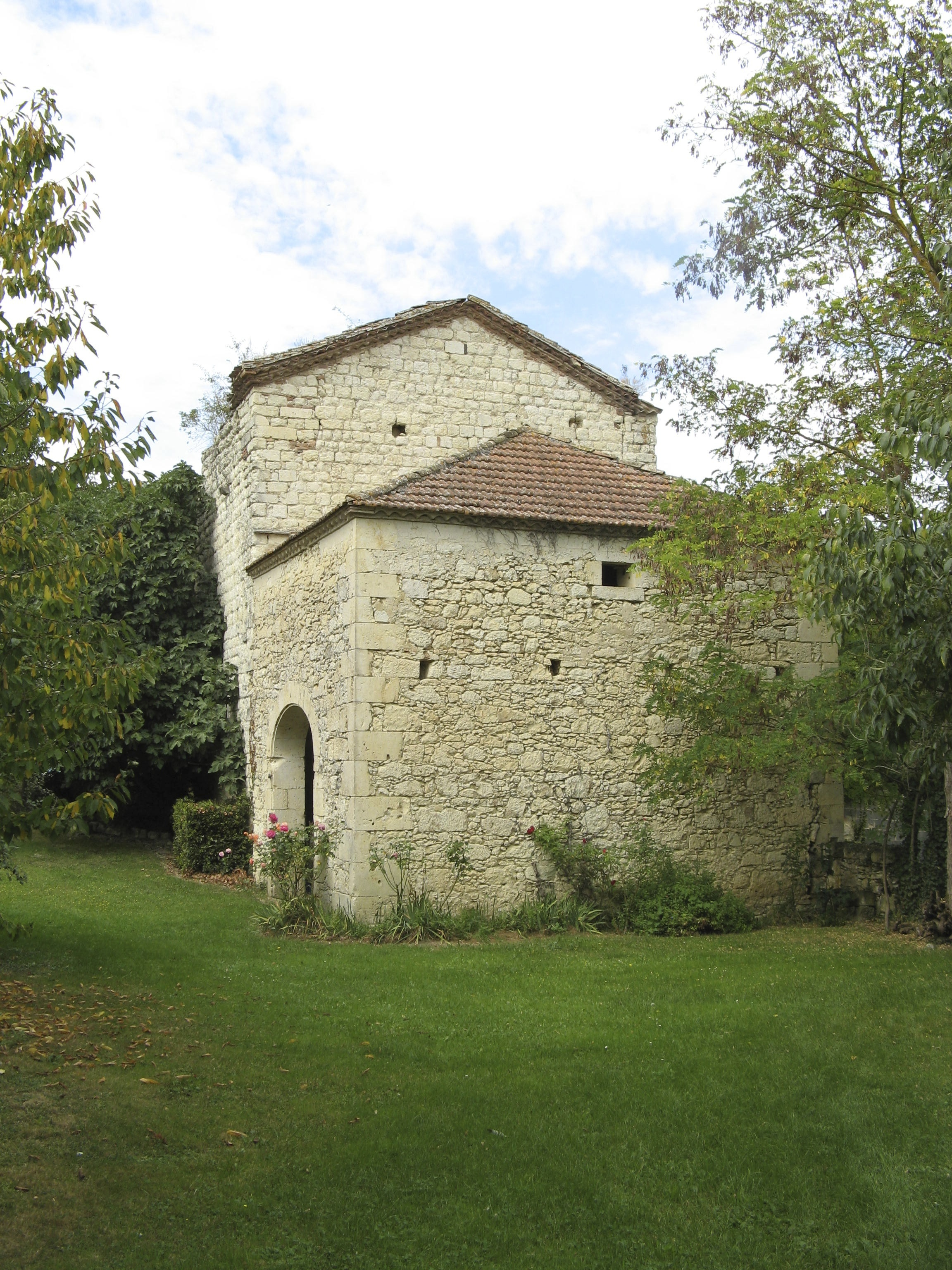
Замок XII века
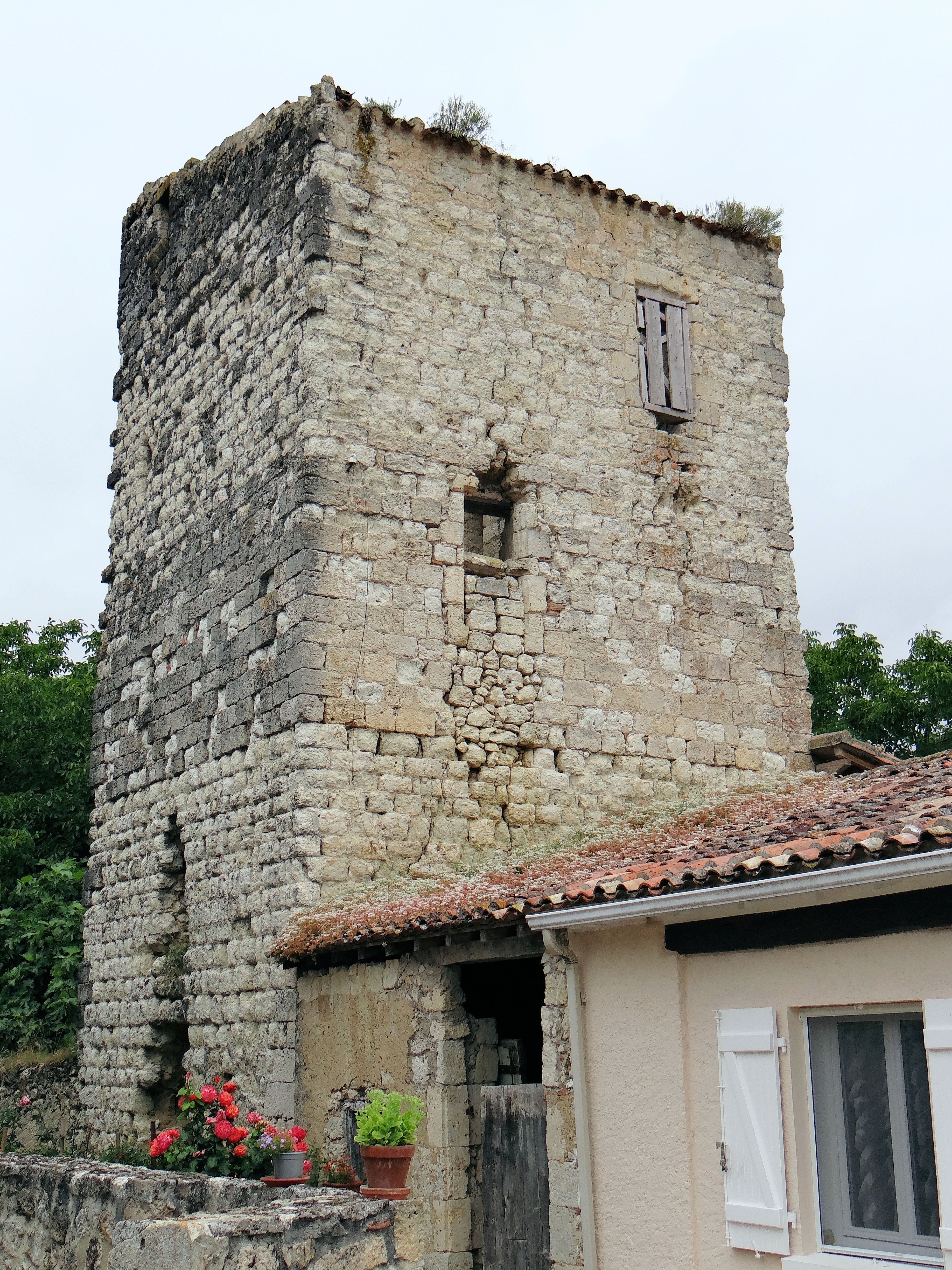
Замок XIII века
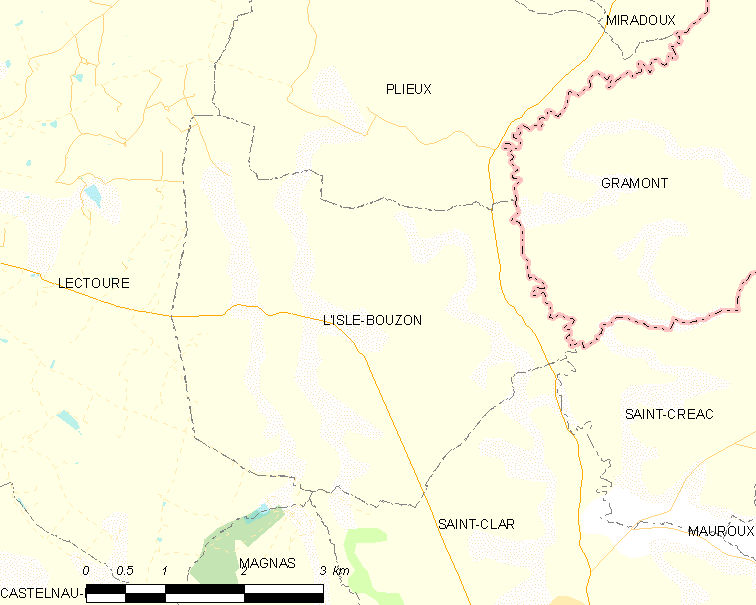
Карта коммуны